# Roy Scheider
Roy Richard Scheider (Orange (New Jersey), 10 november 1932 – Little Rock (Arkansas), 10 februari 2008) was een Amerikaans acteur.

## Levensloop
Scheider was in zijn vroege jeugd een fervent sporter, die aan honkballen en boksen deed. Toen hij ging studeren, verlegde hij zijn interesse van sport naar acteren. Hij studeerde drama bij verschillende scholen. Na een kort avontuur in het leger acteerde Scheider met het New York Shakespeare Festival en won prompt een Obie-Award voor zijn rol in het stuk Stephen D..
Zijn filmcarrière begon met een rol in de horrorfilm The Curse of the Living Corpse. Vervolgens verscheen hij in Star!, Paper Lion, Stiletto en Puzzle of a Downfall Child. Hij trok de aandacht van het grote publiek pas echt dankzij zijn rol in de thriller Klute, met Jane Fonda. Voor zijn rol als rechercheur Buddy Russo in The French Connection (naast Gene Hackman) kreeg hij zijn eerste Oscar-nominatie. Zijn optreden als harde straatsmeris in deze film mocht hij min of meer herhalen in de film The Seven-Ups, waarin hij politieman Buddy Manucci speelde.
Begin jaren 70 was het boek Jaws van auteur Peter Benchley een bestseller. De jonge regisseur Steven Spielberg werd door Universal uitgekozen om de literatuurverfilming te regisseren. Scheider werd gecast als politiechef Martin Brody. Hij speelde samen met Robert Shaw en Richard Dreyfuss de hoofdrollen. Jaws was een echte blockbuster en hield jaren het record voor meest winstgevende film.
Na Jaws verscheen Scheider, naast Dustin Hoffman, in de film Marathon Man. Hij had graag de Gregory Peck-rol gespeeld in The Omen, maar kon dit door eerder gemaakte afspraken niet doen. Ook zijn rol in Sorcerer is noemenswaardig. Na deze film keerde Scheider terug als Martin Brody in Jaws 2. Hij wilde de film niet doen, maar was dit contractueel verplicht omdat hij de rol van Michael in The Deer Hunter had geweigerd. Gezien het feit dat hij een contract had afgesloten met Universal voor het maken van drie films, werd hij verplicht Jaws 2 te gaan doen. Later zei Scheider dat hij veel spijt had van het weigeren van The Deer Hunter.
Om te ontsnappen aan harde smeris-rollen en hongerige haaien, nam hij de rol van choreograaf, womanizer en drugsverslaafde Joe Gideon aan, in de film All That Jazz. Het was weer een grote hit voor Scheider en het leverde hem zijn tweede Oscar-nominatie op.
Zijn rol als een rebellerende helikopterpiloot in Blue Thunder is een bekende. Dat is ook te zeggen voor de wetenschapper die hij speelde in 2010 (een vervolg op de film 2001: A Space Odyssey), een vreemdganger die afrekent met zijn chanteerders in 52 Pick-Up, een kille huurmoordenaar in Cohen and Tate en een CIA-man in The Russia House. Daarna werd Scheider gecast als kapitein van een futuristische duikboot in de relatief populaire serie SeaQuest DSV, die drie seizoenen liep.
Onverklaarbaar echter verminderde in de jaren 90 langzamerhand de populariteit van Scheider bij het grote publiek. Hoewel hij nooit zonder werk zat, speelde hij vooral bijrollen. Meestal waren dit legerofficieren of de Amerikaanse president. Hij verscheen veelal in minder bekende politieke thrillers, zoals The Peacekeeper, Executive Target, Chain of Command en Red Serpent.

## Persoonlijk
Sinds 11 februari 1989 was Scheider getrouwd met Brenda King. Uit dit huwelijk werden zoon Christian en dochter Molly geboren. Scheider was tussen 8 november 1962 en 1989 al getrouwd met Cynthia Bebout; uit dit huwelijk werd dochter Maximillia geboren.
In juni 2005 onderging Scheider een beenmergtransplantatie, nadat bij hem multipel myeloom geconstateerd werd: kanker aan de plasmacellen. De ziekte was echter ongeneeslijk en Scheider overleed enkele jaren later op 75-jarige leeftijd.

## Filmografie
- The Edge of Night (televisieserie) – Kenny (afl. onbekend, 1962)
- The Curse of the Living Corpse (1964) – Philip Sinclair
- Camera Three (televisieserie) – Face (afl. "The Alchemist", 1964)
- Love of Life (televisieserie) – Jonas Falk (afl. onbekend, 1965-1966)
- Lamp at Midnight (televisiefilm uit de Hallmark Hall of Fame-serie, 1966) – Francesco Barberini
- Coronet Blue (televisieserie) – rol onbekend (afl. "A Charade for Murder", 1967)
- The Secret Storm (televisieserie) – Bob Hill #1 (afl. onbekend, 1967)
- N.Y.P.D. (televisieserie) – Paul Jason (afl. "Cry Brute", 1968)
- Star! (1968) – rol onbekend (niet op aftiteling)
- Paper Lion (1968) – rol onbekend (niet op aftiteling)
- Stiletto (1969) – Bennett
- Loving (1970) – Skip
- Puzzle of a Downfall Child (1970) – Mark
- Klute (1971) – Frank Ligourin
- The French Connection (1971) – Det. Buddy 'Cloudy' Russo
- Cannon (televisieserie) – Dan Bowen (afl. "No Pockets in the Shroud", 1971)
- To Be Young, Gifted, and Black (televisiefilm, 1972) – rol onbekend
- Assignment: Munich (televisiefilm, 1972) – Jake Webster
- L'Attentat (1972) – Michael Howard
- A Man Is Dead (1972) – Lenny
- The Seven-Ups (1973) – Buddy Manucci (7up)
- Sheila Levine Is Dead and Living in New York (1975) – Sam Stoneman
- Jaws (1975) – politiechef Martin Brody
- Marathon Man (1976) – Henry Levy
- Sorcerer (1977) – Jackie Scanlon/'Juan Dominguez'
- Jaws 2 (1978) – politiechef Martin Brody
- Last Embrace (1979) – Harry Hannan
- All That Jazz (1979) – Joe Gideon
- Still of the Night (1982) – dokter Sam Rice
- Blue Thunder (1983) – officier Frank Murphy
- Jacobo Timerman: Prisoner Without a Name, Cell Without a Number (televisiefilm, 1983) – Jacobo Timerman
- Tiger Town (televisiefilm, 1983) – Billy Young
- 2010 (1984) – Dr. Heywood Floyd
- Saturday Night Live (televisieserie) – presentator (afl. "Roy Scheider/Billy Ocean", 1985)
- Mishima: A Life in Four Chapters (1985) – verteller
- The Men's Club (1986) – Cavanaugh, voormalig professioneel honkballer
- 52 Pick-Up (1986) – Harry Mitchell
- Cohen and Tate (1989) – Cohen
- Listen to Me (1989) – Charlie Nichols
- Night Game (1989) – Mike Seaver
- The Fourth War (1990) – kolonel Jack Knowles
- Great Performances: Dance in America (televisieserie) – Joe Gideon (afl. "Bob Fosse: Steam Heat", 1990)
- Somebody Has to Shoot the Picture (televisiefilm, 1990) – Paul Marish, fotograaf
- The Russia House (1990) – Russell
- Contact: The Yanomami Indians of Brazil (1991) – rol onbekend
- Naked Lunch (1991) – dokter Benway
- Wild Justice (televisiefilm, 1994) – Peter Stride
- Romeo Is Bleeding (1993) – Don Falcone
- SeaQuest DSV (televisieserie) – kapitein Nathan Bridger (47 afl., 1993-1995)
- The American Experience (televisieserie) – verteller (afl. "Spy in the Sky", 1996, stem)
- The Definite Maybe (1997) – Eddie Jacobson
- Money Play$ (televisiefilm, 1997) – Johnny Tobin
- Executive Target (1997) – president Carlson
- Plato's Run (1997) – Alexander Senarkian
- The Rage (1997) – John Taggart
- The Myth of Fingerprints (1997) – Hal
- The Peacekeeper (1997) – president Robert Baker
- The Rainmaker (1997) – Wilfred Keeley
- The White Raven (1998) – Tom Heath
- Evasive Action (1998) – Enzo Marcelli
- Silver Wolf (1998) – John Rockwell
- Better Living (1998) – Tom
- The Seventh Scroll (miniserie, 1999) – Grant Schiller
- RKO 281 (televisiefilm, 1999) – George Schaefer
- Chain of Command (2000) – president Jack Cahill
- Falling Through (2000) – Earl
- The Doorway (2000) – Professor Lamont
- Daybreak (2000) – Stan Marshall
- Diamond Hunters (televisiefilm, 2001) – Jacobus Van der Byl
- Angels Don't Sleep Here (2001) – burgemeester Harry S. Porter
- Time Lapse (direct-naar-dvd, 2001) – agent La Nova
- The Feds: U.S. Postal Inspectors (2002) – verteller
- Red Serpent (2002) – Hassan
- Texas 46 (2002) – kolonel Gartner
- King of Texas (televisiefilm, 2002) – Henry Westover
- Third Watch (televisieserie) – Fyodor Chevchenko (6 afl., 2002)
- Citizen Verdict (2003) – Bull Tyler
- Dracula II: Ascension (direct-naar-dvd, 2003) – kardinaal Siqueros
- The Punisher (2004) – Frank Castle Sr.
- Love Thy Neighbor (2005) – Fred
- Dracula III: Legacy (direct-naar-dvd, 2005) – kardinaal Siqueros
- Last Chance (2006) – Cumberland
- Law & Order: Criminal Intent (televisieserie) – Mark Ford Brady (afl. "Endgame", 2007)
- The Poet (2007) – Rabbi
- If I Didn't Care (2007) – Linus
- Dark Honeymoon (direct-naar-dvd, 2008) – Sam
- Independent Lens (televisieserie) – rechter Julius Hoffman (afl. "Chicago 10", 2008)
- Iron Cross (2010) – Joseph (Post-productie)